# Bertalan Pór
Bertalan Pór (ur. 4 listopada 1880 w Bátaszék, zm. 29 sierpnia 1964 w Budapeszcie) – węgierski malarz i grafik żydowskiego pochodzenia.

## Życiorys
Urodził się 4 listopada 1880 w Bátaszék w rodzinie węgierskich Żydów. Bertalan Pór zaczął uczyć się sztuki rysunku w liceum. W 1898 uczęszczał do Szkoły Sztuki Dekoracyjnej w Budapeszcie. W 1899 szkolił się w Monachium a w latach 1901-1903 w Paryżu na tamtejszych Akademiach Sztuk Pięknych. Po powrocie z Paryża stworzył serię wystaw plastycznych prezentowanych w Galerii Sztuki w Budapeszcie. Był kolegą Róberta Berényego, z którym w 1907 odbył wspólną podróż do Włoch. Był członkiem i założycielem grupy „Big Eight” („A Nyolcak”) – ośmiu węgierskich malarzy, którzy stworzyli swój własny styl bazujący na francuskim modernizmie i wspólnie wystawiali swoje prace. 
Po I wojnie światowej wyemigrował na Słowację. W 1936 przez półtora roku przebywał w Związku Radzieckim. W 1938 wyemigrował do Paryża, gdzie przebywał do 1948. W czasie niemieckiej okupacji został aresztowany. Uwolniony przez ruch oporu we Francji. W 1948 powrócił do rodzinnych Węgier. W latach 1948-1960 był profesorem Akademii Sztuk Pięknych w Budapeszcie. Zmarł 29 sierpnia 1964 w tym mieście i tam został pochowany.
Jego dzieła znajdują się w Muzeum Narodowym w Budapeszcie, lokalnych galeriach a także w kolekcjach prywatnych.